# 桥北街道 (赤峰市)
桥北街道，是中华人民共和国内蒙古自治区赤峰市红山区下辖的一个乡镇级行政单位。

## 行政区划
桥北街道下辖以下地区：
松树园社区、龙头山社区、钓鱼台社区、姚家洼社区、六大份村和哈达和硕村。